# Drachtstercompagnie
Drachtstercompagnie (Fries: Drachtster Kompenije, Drachtsterkompenije of kortweg De Kompenije) is een dorp in de gemeente Smallingerland, in de Nederlandse provincie Friesland. Drachtstercompagnie ligt ten noorden van de A7, tussen Drachten en de provinciegrens met Groningen. In 2023 telde het dorp 1.525 inwoners. De buurtschap Luchtenveld ligt deels in het postcodegebied van Drachtstercompagnie.

## Geschiedenis
Het dorp is ontstaan in de loop van de 18e eeuw. De benaming "compagnie" verwijst naar een groep Keulse magnaten, die rond 1570 het veengebied tussen Leek en Drachten kocht, en deze "compagniesvenen" in vennootschap met de familie Ewsum exploiteerde voor de turfwinning. De naam Drachtstercompagnie verschijnt in 1772 in notariële stukken, bij de stichting als veenkolonie.
Op de begraafplaats staat een van de klokkenstoelen in Friesland op de plaats waar tot 1979 de Hervormde kerk stond.

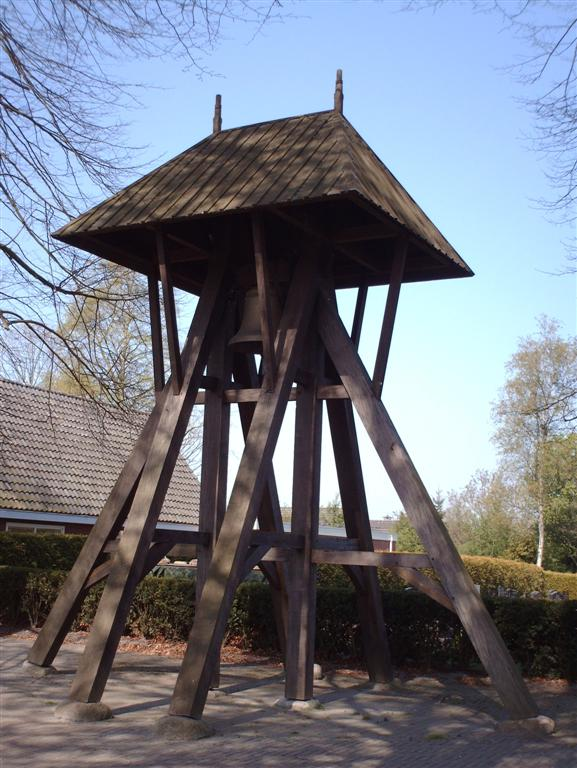
Klokkenstoel

## Cultuur

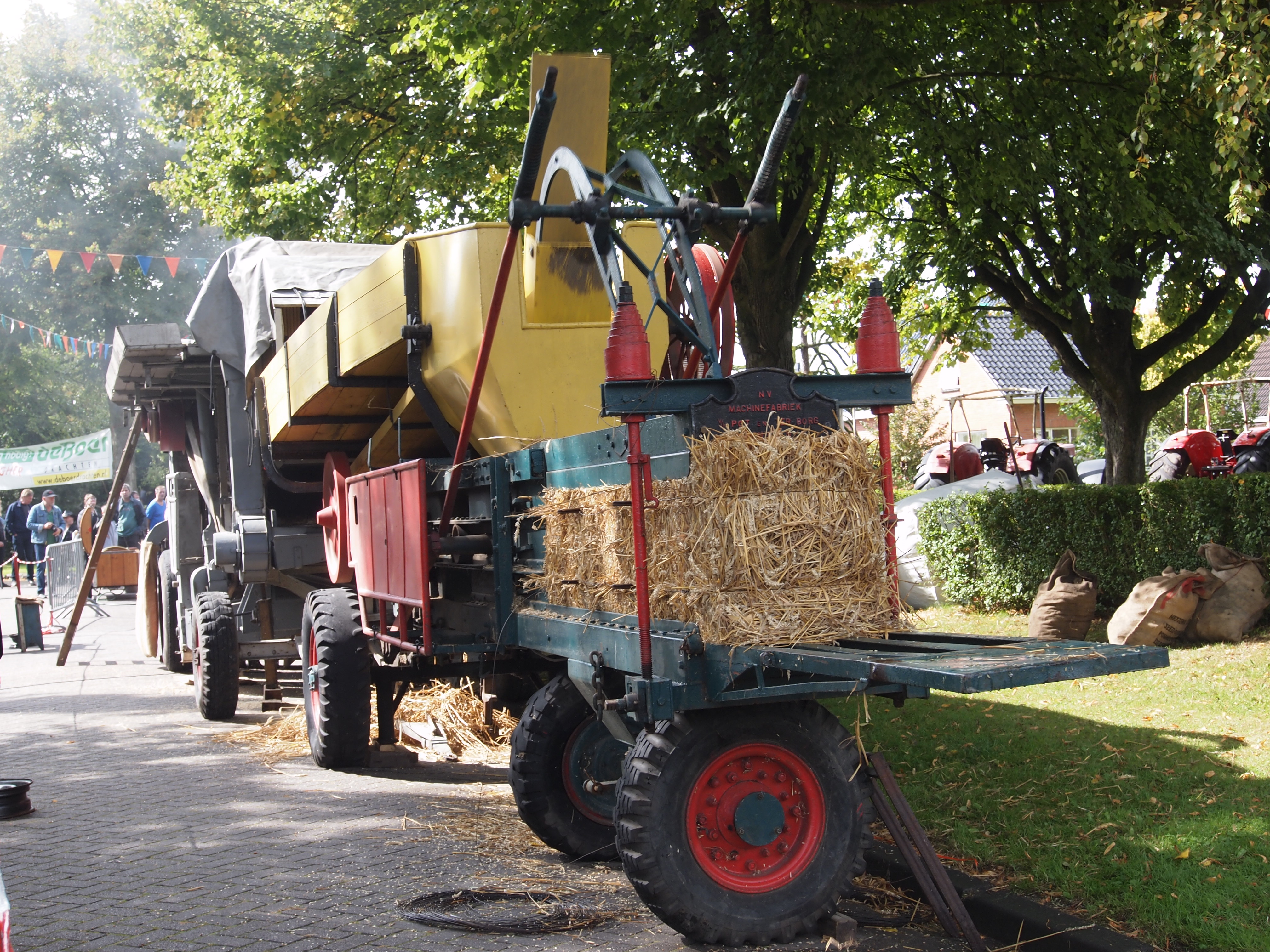
Oogstfeest

De brassband Halleluja werd opgericht in 1921. Jaarlijks vinden er diverse kleine culturele evenementen plaats, waaronder het Oogstfeest.

## Sport
De voetbalvereniging VV TFS is opgericht in 1949 en is de opvolger van een eerdere voetbalclub die in 1928 werd opgericht. In 1946 werd de korfbalvereniging k.v. TFS op gericht en 1984 werd de zaalsportvereniging SFK opgericht.
Jaarlijks vindt een ATB toertocht plaats.

## Onderwijs
Het dorp heeft een eigen basisschool, de samenwerkingsschool WS De Frissel.

## Legende
Volgens een volksverhaal werd een huis Skrale jammer genoemd, omdat na het plaatsen van de Meiboom geen balkenbier werd geschonken aan het werkvolk.

## Geboren in Drachtstercompagnie
- Jan Nicolaas Sevenster (1900-1991), theoloog
- Heine Keuning (1918-2005), politicus